# La guardia del corpo (film 1944)
La guardia del corpo (The Bodyguard) è un film del 1944 diretto da William Hanna e Joseph Barbera. È il quindicesimo cortometraggio animato della serie Tom & Jerry, prodotto dalla Metro-Goldwyn-Mayer e uscito negli Stati Uniti il 22 luglio 1944. Nel cartone animato appare per la seconda volta il bulldog Spike, benché sia la prima volta che lo si sente parlare.

## Trama
Mentre cerca di sfuggire a Tom, Jerry incontra Spike (ora un randagio) che è stato catturato dall'accalappiacani. Il cane gli chiede di liberarlo dal furgone, e Jerry ci riesce all'ultimo momento. Spike, ora in debito verso il topo, si offre di assisterlo in qualsiasi momento al suono di un fischio. Tom, sperimentato più volte il potere della nuova guardia del corpo di Jerry, decide di ingannare il topo dandogli una gomma da masticare imbevuta di colla, impedendogli così di fischiare. Mentre scappa da Tom, Jerry incontra Spike ma, poiché ha la bocca incollata, non riesce a fargli capire che ha bisogno di aiuto. Alla fine, continuando a soffiare, Jerry riesce a liberarsi della gomma incollata e a fischiare. Tom si prepara al peggio, ma Spike non arriva: il bulldog è stato nuovamente catturato dall'accalappiacani. Jerry, vedendolo, insegue il furgone fischiando, con Tom alle calcagna.